# Terapia cognitiva
La terapia cognitiva es un conjunto de modalidades de psicoterapia que se dirigen a producir cambios en la percepción o los pensamientos que los pacientes tienen acerca de las situaciones de sus vidas. 
El postulado central de la terapia cognitiva es que las personas sufren por la interpretación que realizan de los sucesos y no por estos en sí mismos. Durante el proceso terapéutico se busca que la persona paciente flexibilice la adscripción de significados y encuentre en ella misma interpretaciones más funcionales y adaptativas.
Existen dos variedades de terapias cognitivas: las terapias cognitivas racionalistas y las terapias cognitivas constructivistas (o post-racionalistas).
Las terapias cognitivas racionalistas surgieron en los 1950 a partir de diversos cambios sociales y científicos, en particular la revolución cognitiva y la aparición de la metáfora de la mente como un computador o procesador de información. De hecho, una parte importante de la psicología cognitiva estudia los procesos mentales mediante simulaciones informáticas e investigación centrada en la inteligencia artificial.
Las terapias cognitivas constructivistas aparecieron en los 1980s como crítica a la primacía de los procesos racionales e intelectuales postulados por las terapias cognitivas racionalistas. Las terapias cognitivas constructivistas consideran que la razón no tiene prioridad causal sobre las emociones, y se basan en la neurociencia afectiva, las filosofías hermenéutica y fenomenológica y la ciencia cognitiva corporizada.

## Introducción
A menudo se habla de una diferencia entre la terapia cognitiva y la cognitivo-conductual según el nivel de inferencia y enfoque teórico de partida, ya sea de la conducta o la cognición. El enfoque cognitivo clásico considera que dentro del proceso de pensamiento se pueden localizar explicaciones sobre la conducta. Desde el enfoque conductual la explicación de la conducta sólo puede sustentarse en el medio y no en conceptos intrapsíquicos (dentro de la mente). Se mantienen por tantos distintos axiomas de partida. Sin embargo la visión del enfoque cognitivo-conductual identifica una estrecha relación entre comportamiento y cognición (por lo que importa técnicas conductuales para modificar patrones emocionales y de pensamiento). Pretende así, superar la visión asociacionista del estímulo-respuesta, por un proceso mental de significación y creación de reglas. Parte del supuesto que tanto los aspectos cognitivos, afectivos y conductuales están interrelacionados de modo que un cambio en uno de ellos afecta a los otros dos componentes.
Por otra parte, también suele referirse a la terapia cognitiva como la aplicación de la psicología cognitiva, al mantener una concepción psicológica centrada en los procesos mentales (como el razonamiento, memoria y atención) y desde un punto de vista intrapsíquico.  La principal diferencia de ambas escuelas radica en la concepción teórica de la mente, aunque puedan realizar técnicas similares; por ejemplo Albert Bandura con su Teoría del aprendizaje social o Aaron T. Beck con su Terapia cognitiva.
La terapia cognitiva es un avance científico que tiene en cuenta y trabaja con las representaciones internas que los clientes tienen acerca de sus ambientes, y así dejó atrás las falencias de teorías anteriores como el conductismo y el psicoanálisis.

## Tipos de terapias cognitivas
El proceso psicoterapéutico que experimentará el sujeto puede tomar distintas formas según las necesidades reconocidas por el psicoterapeuta y el proceso metodológico. Estas psicoterapias no son “técnicas”, sino ciencia aplicada, por lo que suelen constar de un método más o menos definido para lograr unos objetivos según su enfoque teórico de partida.
Existen distintas psicoterapias cognitivas: 
La terapias cognitivas racionalistas implican la intervención de terapeutas que trabajan en colaboración con los pacientes para desarrollar habilidades que permitan identificar y reemplazar los pensamientos y creencias distorsionadas, en última instancia, cambiar el comportamiento habitual asociado a ellos. Por lo general, se centra en el presente y es un tratamiento orientado a la resolución de problemas. 
Las terapias cognitivas racionalistas más conocidas son (con sus respectivas variantes para cada psicopatología) la terapia cognitiva de Aaron T. Beck, centrada en los pensamientos automáticos y en las distorsiones cognitivas, y la terapia racional emotiva conductual de Albert Ellis, centrada principalmente en las creencias irracionales. 
El direccionamiento y la revaluación de los patrones de pensamiento negativo allanan el camino para formas más flexibles de pensamiento, el aumento de la positividad y la voluntad de asumir actividades que pondrán a prueba las creencias negativas. 
También existe un conjunto de técnicas, estrategias terapéuticas y metodología propias de estas psicoterapias, que procuran ajustarse al método científico de sujeto único (N=1). El principal método terapéutico empleado por Beck es el empirismo colaborativo; en cambio, Ellis utiliza como principal herramienta terapéutica el diálogo o debate socrático, el cual centra sus orígenes en el estoicismo.
Por otra parte, las terapias cognitivas constructivistas se basan en la noción de que todo conocimiento (cognición) es inherentemente constructivo y no es una representación fiel de la realidad objetiva. Por tanto, la realidad vivida y experienciada es siempre subjetiva y determinada por la autoorganización biológica del sistema conocedor.
En esta perspectiva, el terapeuta es un "perturbador estratégicamente orientado", que no puede instruir al cliente sino solo gatillar cambios y reorganizaciones del significado subjetivo del mundo del cliente que obedecerán a la lógica del sistema (cliente) mismo.
En las terapias cognitivas constructivistas no se asume que el terapeuta tenga un acceso privilegiado a la racionalidad. La terapia busca promover nuevas experiencias emocionales que reorganicen los esquemas afectivos tácitos del cliente, y la construcción y reconstrucción de la narrativa del cliente sobre su propia vida en su memoria episódica y su autobiografía.
De acuerdo con el marco teórico cognitivo constructivista, la autoorganización biológica del sistema cognitivo del paciente implica que los esquemas emocionales tácitos son resistentes a los cambios guiados únicamente por el nivel del pensamiento verbal explícito. Entonces, los cambios en los esquemas emocionales requieren de nuevas experiencias emocionales y no es suficiente con intervenciones centradas en el nivel racional lingüístico proposicional.
Como señala el guidanista Juan Balbi:

“Los modelos terapéuticos cognitivos de matiz racionalista —del tipo de los desarrollados por autores como Aaron Beck y Albert Ellis— que parte del supuesto de la posibilidad de una correspondencia entre conocimiento y realidad, otorgan al terapeuta el lugar de poseedor de una representación de la realidad con una mejor correspondencia que la del paciente […]

Esta actitud terapéutica implica pensar que una modificación del pensamiento producirá una modificación a nivel de la organización emocional, y supone también un predominio de la razón sobre el orden emotivo […]
De acuerdo con los parámetros de nuestro marco teórico, podemos decir que el cognitivismo racionalista toma únicamente en cuenta el aspecto semántico del nivel explicativo del paciente, mientras que no presta ninguna atención a la experiencia inmediata por considerarla un epifenómeno derivado del nivel explicativo…”
Balbi, J. (1994). Terapia cognitiva posracionalista.

Las terapias cognitivas constructivistas más conocidas son la terapia cognitiva post-racionalista de Vittorio Guidano centrada en la construcción tácita y emocional por parte del paciente de su organización de significado personal a lo largo de su vida, la terapia cognitiva constructivista narrativa de Robert A. Neimeyer, la terapia cognitiva narrativa de Óscar F. Gonçalves y la terapia cognitiva post-racionalista fenomenológica hermenéutica de Giampiero Arciero.
Un gran conjunto de síntomas clínicos pueden explicarse a través de la cognición; por ejemplo, el estrés psicosocial, la depresión, la ansiedad social, las fobias específicas, los trastornos de adaptación y los trastornos de personalidad, entre otros.

## Terapias cognitivas racionalistas

### Evaluación inicial
Se pide al cliente completar una serie de reportes. Mediante el análisis de los resultados se evalúan los problemas actuales y pasados. Estos cuestionarios estandarizados evalúan depresión, ansiedad, emociones, toma de decisiones, personalidad, relaciones interpersonales, abuso de substancias y otros problemas. Dichos problemas pueden incluir postergación de las responsabilidades, autoestima, tristeza, inactividad, ansiedad, conflictos en las relaciones interpersonales, entre otros.
Conjuntamente el paciente y el terapeuta establecen una lista de metas a alcanzar y técnicas a aplicar.

### Psicoeducación
La terapia cognitiva utiliza frecuentemente la Psicoeducación que consiste en la explicación en forma breve del modelo teórico de trabajo, dándole al paciente información sobre sus problemas y padecimientos. Así, éste comprende lo que le ocurre y nota que el terapeuta también logra entenderlo en su padecer, lo que frecuentemente produce un aumento en la motivación que logra incrementar lo que llamamos adherencia. La psicoeducación es una obligación ética con el paciente, el terapeuta debe explicar en forma clara y sencilla el tratamiento a seguir.

### Biblioterapia
Esta modalidad consiste en sugerir al paciente la lectura de libros que traten sobre sus problemas, así reforzará ciertos aspectos trabajados en el tratamiento, aumentar el compromiso y disminuir las ansiedades. No sólo deben sugerirse libros, sino películas o actividades que puedan resultar de utilidad clínica.

### Autoayuda
Algunas investigaciones muestran que los pacientes que se comprometen en realizar actividades de autoayuda tienen más posibilidades de mejorar. En conjunto con el terapeuta, el paciente puede desarrollar técnicas e intervenciones que le ayuden a manejar sus emociones y pensamientos negativos de formas más efectivas cuando no se encuentre en terapia. La Autoayuda refuerza el sentido de auto-efectividad.

### Pensamientos disfuncionales
La funcionalidad es un concepto más bien cognitivo-conductual, ya que refiere al análisis funcional de la conducta. El análisis funcional cuenta con antecedentes en otras ciencias; por ejemplo, en la física y matemáticas para evadir discursos filosóficos de causalidad o desde la biología y economía para entender la utilidad o función dentro de un sistema. Ambos de estos antecedentes acontecen cuando se habla de funcionalidad en psicología.
Por ejemplo, enmarcado en cada marco teórico, estas distorsiones cognitivas pueden entenderse como pensamientos disfuncionales, pensamientos negativos automáticos o como creencias irracionales.
Así, desde este enfoque los pensamientos se consideran la causa de las emociones, y no a la inversa. “Pensamiento-emoción-consecuencia”, que emula el enfoque conductual “Antecedente-respuesta-consecuente”.
Si bien algunos autores han calificado a los pensamientos automáticos como “irracionales” o “ilógicos” las concepciones más actuales proponen sustituir estos términos por “disfuncionales” o “desadaptativos”. Siguiendo el postulado central de esta terapia, en tanto el hombre es un constructor activo de su realidad habría tantas realidades posibles como seres humanos, por lo cual los pensamientos no serían en sí mismos irracionales o racionales sino simplemente diferentes según que información se priorice o tenga por irrelevante.

### Trastornos del eje I del DSM

#### Depresión
Existen sesgos cognitivos demostrados empíricamente; entre ellos, suelen encontrarse algunos prototípicos en la depresión, conocidos como tríada cognitiva. Paralelamente, experimentos con perros evidenciaron la indefensión aprendida. Este modelo cognitivo consiste en tres patrones cognitivos principales que inducen al sujeto a considerarse a sí mismo, su futuro y sus experiencias, de un modo idiosincrásico.
- El primer componente de la tríada se centra en la visión negativa del paciente acerca de sí mismo. Tiende a atribuir sus experiencias desagradables a un defecto suyo de tipo psíquico, moral o físico. Debido a este modo de ver las cosas, el paciente cree que, a causa de estos defectos es un inútil carente de valor. Por último, piensa que carece de los atributos esenciales para lograr la alegría y la felicidad.

- El segundo componente de la tríada cognitiva se centra, en el caso del depresivo, en interpretar sus experiencias de una manera negativa. A él le parece que el mundo le hace demandas exageradas o le presenta obstáculos insuperables para alcanzar sus objetivos. Interpreta sus interacciones con el entorno en términos de relaciones de derrota o frustración. Estas interpretaciones negativas se hacen evidentes cuando se observa cómo construye el paciente las situaciones en una dirección negativa, aun cuando pudieran hacerse interpretaciones alternativas más plausibles.

- El tercer componente de la tríada cognitiva se centra en la visión negativa acerca del futuro. La persona espera penas, frustraciones y privaciones interminables. Cuando piensa en hacerse cargo de una determinada tarea en un futuro inmediato, inevitablemente sus expectativas son de fracaso.

El modelo cognitivo considera el resto de los signos y síntomas, por ejemplo de un síndrome depresivo, como consecuencia de los patrones cognitivos negativos. Por ejemplo, si el paciente piensa erróneamente que va a ser rechazado, reaccionará con el mismo efecto negativo (tristeza, enfado) que cuando el rechazo es real. Si piensa erróneamente que vive marginado de la sociedad, se sentirá solo.
El Inventario de Depresión de Beck (BDI, BDI-II), creado por Aaron T. Beck, es un cuestionario autoadministrado que consta de 21 preguntas de respuesta múltiple. Es uno de los instrumentos más comúnmente utilizados para medir la severidad de una depresión. Las versiones más actuales de este cuestionario pueden ser utilizadas en personas de a partir de 13 años de edad. Está compuesto por reactivos relacionados con síntomas depresivos, como la desesperanza e irritabilidad, cogniciones como culpa o sentimientos como estar siendo castigado, así como síntomas físicos relacionados con la depresión (por ejemplo, fatiga, pérdida de peso y pérdida del apetito sexual). Existen tres versiones del BDI: la versión original, publicada en 1961; la revisión de 1971, con el título BDI-1A, y el BDI-II, publicado en 1996. El BDI es bastante utilizado como herramienta de evaluación de la depresión por profesionales de la salud y por investigadores en diversas áreas. El resultado del BDI no es suficiente para realizar un diagnóstico de depresión; se necesitan evaluaciones complementarias (entrevista psicológica/psiquiátrica, valoración del contexto psicosocial, etcétera), pero es una herramienta útil para verificación.
El desarrollo del BDI ha sido muy importante para la psicología y la psiquiatría, ya que permite un análisis menos categórico. También ha establecido un principio seguido en su desarrollo por otros cuestionarios autoadministrados, que los reactivos pueden recabarse directamente de los pacientes y a partir de ellos sugerir teorías, y no como ocurría antes: desarrollar un instrumento a partir de una teoría que podría no ser válida.
Este instrumento se utiliza mucho en investigación. Buscando en PubMed se encuentran 3209 artículos revisados que han utilizado este inventario para medir la depresión, y ha sido traducido en múltiples idiomas europeos, así como en árabe, japonés, persa y xhosa.

#### Ansiedad
Siguiendo los mismos postulados que los desarrollados por Beck para pacientes con depresión, se han desarrollado modelos de tratamientos para los trastornos de ansiedad basados en la reestructuración de los esquemas cognitivos.
Se ha encontrado que ciertos pensamientos y creencias son propios de determinados trastornos de ansiedad. Por ejemplo, los pacientes con trastorno de angustia presentan ideas referidas a temores respecto de sus sensaciones corporales que interpretan como dañinas y temen que les causen la muerte o locura. Los pacientes con trastorno de ansiedad generalizada suelen tener ideas tanto positivas como negativas respecto de su preocupación (p. ej. «preocuparme me ayuda a estar preparado; preocuparme tanto podría enloquecerme»), por su parte, los pacientes con trastorno obsesivo-compulsivo presentan, en mayor medida que quienes no tienen dicho cuadro, creencias negativas sobre la presencia de ciertos pensamientos (p. ej. «Si pienso algo malo sobre alguien puedo provocarlo»), Los pacientes con fobia social suelen presentar ideas disfuncionales sobre su desempeño en público (p. ej. Voy a hacer el ridículo) y finalmente quienes padecen trastorno por estrés postraumático suelen presentar pensamientos disfuncionales respecto de los recuerdos del suceso traumático (p. ej. «Si continúo recordando lo sucedido voy a enloquecer»).
La esencia del tratamiento es la flexibilización y modificación de los pensamientos disfuncionales, para lo cual el terapeuta se vale de diversas estrategias tales como el diálogo socrático, el testeo de hipótesis, la exposición, etc.

### Trastornos del eje II del DSM
En 2003 Beck publicó un libro donde explica cómo aplicar terapia cognitiva a los diferentes trastornos de personalidad.

## Terapias cognitivas constructivistas y post-racionalistas
La terapia cognitiva constructivista es un conjunto de enfoques de psicoterapia cognitiva que sostienen que las personas construyen de manera subjetiva sus propios mundos y sus propias realidades, y que la terapia cognitiva permite realizar modificaciones en tales construcciones.
Algunos autores adscritos a la psicología clínica cognitiva-constructivista son Vittorio Guidano, Giovanni Liotti, George Kelly, Robert A. Neimeyer, Óscar Gonçalves, Giampiero Arciero, Lisa McCann, Laurie Anne Pearlman, Jerome Frank, Donald Meichenbaum, Diane B. Arnkoff, Guillem Feixas, Adele De Pascale y Bernardo Nardi.

### Crítica a las terapias cognitivas racionalistas
La terapia cognitiva constructivista surgió en los años 1980s y 1990s como alternativa y crítica a los enfoques de terapia cognitiva racionalista de Albert Ellis y Aaron T. Beck que atribuyen un rol causal predominante a los procesos intelectuales explícitos.
Las terapias cognitivas constructivistas y  narrativas se basan en el hallazgo empírico de la ciencia cognitiva más moderna de que la mente humana, durante la inmensa mayoría del tiempo y ciertamente en la vida cotidiana, no funciona como un procesador de símbolos lógico-proposicionales sino como un narrador de historias. En palabras de Robert A. Neimeyer:

“Tan generalizada es esta predilección humana hacia la experiencia de “contar historias” que nuestra especie podría ser etiquetada apropiadamente no simplemente homo sapiens, enfatizando nuestro esfuerzo por buscar conocimiento, sino más específicamente homo narrans, enfatizando nuestra tendencia a organizar tal conocimiento en forma de historia (Hermans, 2002). De hecho, una gran cantidad de investigación en ciencia cognitiva sugiere que la arquitectura fundamental de las narrativas, puntuando el flujo interminable de eventos y organizándolos en historias que tienen claros comienzos, medios y finales, puede proporcionar la estructura esquemática básica para gran parte del pensamiento humano (Barsalou, 1988; Mandler, 1984). Del mismo modo, los psicólogos del desarrollo han registrado la aparición gradual de capacidades narrativas en los niños, desde los intentos rudimentarios de los niños de dos años de construir un “paisaje de acción” significativo en sus historias hasta las percepciones de los niños mayores a medida que captan el “paisaje de la conciencia” reflejada en los pensamientos, sentimientos y motivaciones de diferentes personajes (Bruner, 1990; Nelson, 2003). Por su parte, los psicólogos sociales han estudiado la construcción de relatos autobiográficos y han enfatizado los medios por los cuales nos posicionamos sutilmente como personajes de valor moral en las historias que contamos a otros (Wortham, 2001). Y finalmente, los neuropsicólogos y los científicos del cerebro están comenzando a mapear las estructuras neuronales ampliamente distribuidas que sirven a la memoria autobiográfica y al razonamiento narrativo, procesos que son sorprendentemente difíciles de interrumpir incluso en presencia de lesiones y trastornos cerebrales significativos (Damasio, 1994; Rubin & Greenberg, 2003). El resultado es un creciente interés interdisciplinario en la narrativa, ya que los académicos buscan las relaciones entre los análisis fenomenológicos, psicológicos, neurobiológicos e incluso literarios de la narrativa y la conciencia sin privilegiar o disminuir el valor de ninguno de estos enfoques (Flanagan, 1992).”
Robert Neimeyer (2006). Re-storying loss: Fostering growth in the posttraumatic narrative.

Además, estas terapias sostienen que la cognición, la acción y la percepción van unidas y se impregnan recíprocamente en lugar de constituir compartimentos separados. Esta posición actualmente es una de las afirmaciones centrales de la lingüística cognitiva y la ciencia cognitiva corporizada. 

### Sujeto activo y constructivo
Las terapias cognitivo-constructivistas adoptan una visión holista y activa del sujeto cognitivo, y sostienen que la mente humana estructura a la realidad, dándole orden y significado.
Han sido influenciadas por la teoría de los constructos personales de George Kelly (considerada un enfoque precursor del constructivismo cognitivo clínico, o una modalidad temprana del mismo) que plantea que todas nuestras interpretaciones del universo están sujetas a la posibilidad de ser revisadas o reemplazadas, y que las personas viven en mundos experienciales únicos. Es decir, 2 personas interpretan la misma situación de maneras distintas porque, en rigor, no están en la misma situación. Cada persona desarrolla a lo largo de su vida un sistema de construcción para interpretar la experiencia y anticipar eventos. Los sistemas de construcción están compuestos de constructos, que permiten interpretar el mundo y pueden tener una naturaleza dicotómica.
Una propuesta de Kelly retomada por los constructivistas posteriores es la idea de que ciertos constructos (o esquemas de conocimiento) tienen un carácter supra-ordenado o jerárquicamente superior, en relación con otros que son subordinados a los primeros. Una persona, por ejemplo, puede tener el constructo seguro de sí mismo versus inseguro y subsumir dentro de él otros constructos como confía en sí mismo vs. depende de otros, y se expresa vs. se restringe. A la vez, el constructo seguro de sí mismo vs. inseguro y el constructo responsable vs. irresponsable podrían estar incluidos dentro de un constructo más general es probable que sea aceptado por otras personas vs. es probable que sea rechazado.
Otros constructivistas posteriores a Kelly como Vittorio Guidano han puesto mayor énfasis en la naturaleza emocional del conocimiento y han postulado la existencia de ciertos esquemas de conocimiento emocionales tácitos que tendrían un carácter supra-ordenado respecto de los conocimientos proposicionales (p. e. creencias) que están en formato verbal-lingüístico explícito.
De acuerdo con J. Balbi el constructivismo sostiene que:
-Los seres humanos no son receptores pasivos o reactivos de información proveniente de un mundo objetivo, sino que son constructores activos de sus propias experiencias.
-La mente humana tiene una naturaleza proactiva y anticipatoria.
-La mayoría de los procesos mentales ocurren en un nivel tácito, es decir, sensorial, motor y emocional, en vez de lingüístico-explícito.
-El desarrollo psicológico es un proceso continuo de autoorganización individual, que tiende a preservar, en lugar de a modificar, sus propios patrones para ordenar la realidad vivida. 
El constructivismo adopta la perspectiva de las “teorías motoras de la mente”, que aseveran que la realidad es construida por el agente cognitivo a través de su acción. Por tanto, se opone a la noción del sujeto como receptor o procesador pasivo de información proveniente del medio. En palabras del epistemólogo de la psicología cognitiva Walter Weimer:

“Lo que afirma la metateoría motora es que no existe una separación tajante entre los componentes sensoriales y motores del sistema nervioso que pueda establecerse sobre bases funcionales, y que el ámbito mental o cognitivo es intrínsecamente motor, como todo el sistema nervioso. La mente es intrínsecamente un sistema motor y el orden sensorial mediante el cual nos familiarizamos con los objetos externos y con nosotros mismos. . . es un producto de lo que son, si se las interpreta correctamente, habilidades motoras constructivas.”
Walter Weimer, 1977, citado en M. Mahoney, H. Martin Miller y G. Arciero, 1995.

En la terapia cognitiva, el constructivismo surgió como consecuencia de la insatisfacción con la metáfora de la mente como “computadora” o “procesador de información”, puesto que se consideró que tal metáfora da una imagen de la mente como pasiva y receptora, mientras que en realidad las personas son activas y constructivas en su interpretación de los eventos.

### Aplicación
La aplicación en todas sus variedades se centra en la construcción y reconstrucción narrativa por parte de los clientes de sus experiencias de vida. Por tanto, el terapeuta no asigna significados ni cuestiona el carácter supuestamente "irracional" o poco realista de los significados del cliente, ya que tales significados son idiosincráticos, emocionales y subjetivos de manera irreductible. En este punto, el constructivismo clínico ha sido influenciado por la teoría de las emociones de Humberto Maturana.
En cambio, se asume que las personas sí pueden dar interpretaciones distintas a los acontecimientos, aunque no necesariamente éstas deben ser interpretaciones objetivas. Se pone énfasis en una visión pragmatista de la cognición, donde lo relevante de los procesos de conocimiento no es que sean copias fieles de una supuesta realidad exterior, sino que sean útiles y prácticos para interpretar la experiencia vital y guiar la acción.

### Modalidades
Algunas modalidades específicas son la terapia cognitiva narrativa de Óscar Gonçalves, la terapia cognitiva posracionalista de Vittorio Guidano, la terapia cognitiva constructivista narrativa de Robert A. Neimeyer, la terapia constructivista narrativa hermenéutica de Gabriele Chiari y Maria Laura Nuzzo, la terapia cognitiva posracionalista fenomenológica hermenéutica de Giampiero Arciero, y la terapia cognitiva constructivista con niños y adolescentes de Tammie Ronen.

## Constructivismo y posracionalismo en la terapia cognitiva, similitudes y diferencias
Juan Balbi en su libro “La Mente narrativa” (2004), plantea algunas distinciones en torno a dos tópicos de interés: el constructivismo y el posracionalismo, en cuanto son dos dimensiones terapéuticas y epistemologicamente distintas.

En relación con el constructivismo, Balbi plantea lo siguiente:
“Estas dos perspectivas, la posracionalista y la metateoría constructivista, aunque similares, presentan diferencias que merecen ser tenidas en cuenta. En las últimas décadas el constructivismo –una modalidad epistémica que tiene antecedentes filosóficos, entre otros, en los trabajos de Giambattista Vico, Immanuel Kant, Hans Vaihinguer, y científicos en la epistemología genética de Jean Piaget5 (Mahoney, 1991, 1995a y b; von Glasersfeld, 1981)–, ha influido fuertemente en la psicoterapia cognitiva y en la terapia familiar sistémica. El constructivismo, antes que un modelo específico de tratamiento, representa un punto de vista sobre los criterios de salud mental y sobre la función y la forma de los tratamientos, que se expresa en diversos modelos psicoterapéuticos.” (p. 272)
En cuanto al modelo terapéutico posracionalista, el autor señala los principios básicos de este en la siguiente frase:
“Más recientemente, el posracionalismo surge en el campo de la psicología y la psicoterapia con la obra de Vittorio Guidano, quien incorpora a su «modelo cognitivo procesal sistémico del self» la premisa de los organismos como sistemas cerrados y la concepción del conocimiento como auto organización de la propia experiencia inmediata que propone Humberto Maturana (no todos los constructivistas la aceptan como válida).” (p. 273)
Así mismo, Balbi plantea algunas diferencias sustanciales entre el modelo posracionalista y otros enfoques anclados al constructivismo:
“El posracionalismo sustenta la conceptualización de una psicopatología en términos de procesos de significado personal y una estrategia psicoterapéutica no instructiva ni persuasiva, coherentes con aquellas premisas, mientras que, por ejemplo, Paul Watzlawick y sus colegas de la Escuela de Palo Alto, auto denominados constructivistas radicales, basan todo su arsenal terapéutico sobre un conjunto de refinadas recomendaciones instructivas. Lo mismo ocurre con diversas versiones de psicoterapias cognitivas e integrativas que aceptan alguna forma de constructivismo.” (p. 273-274) 
Otro punto clave a diferenciar, está en el valor que se da a las emociones y al lenguaje desde el posracionalismo y el constructivismo. Con relación a este tópico, el autor plantea lo siguiente:
“Otra diferencia importante entre posracionalismo y constructivismo radica en la importancia otorgada por los primeros a las emociones; en varios sentidos: a) como formas de conocimiento, b) como constitutivas del proceso de la conciencia, c) como el factor fundamental interviniente en los procesos de cambio humano, y d) consecuentemente, como un elemento imprescindible de ser tomado en cuenta en el método de la psicoterapia. Mientras que los posracionalistas ponen todo el acento en el significado emocional de la experiencia, los constructivistas tienden a otorgar preeminencia (en algunos casos en forma exclusiva) a la semántica del lenguaje.” (p. 273-274)
Finalmente, en cuanto a la noción de “significado”, Balbi plantea dos distinciones claras en relación ala perspectiva constructivista y posracionalista:
“Otra diferencia entre los planteos de algunos constructivistas y los de los posracionalistas consiste en que muchos de los primeros se muestran especialmente interesados en el modo en que las personas construyen los significados que otorgan a la realidad; en cambio los segundos están particularmente centrados en explicar el modo en que éstas construyen su propio significado. El propósito de Vittorio Guidano, en ese sentido, consiste en la construcción de una teoría ontológica de la personalidad, es decir, de una teoría que haga comprensible el modo en que los humanos construyen y experimentan su propio significado personal.” (p.275)